# Joakim Joakimsson Fleming
Joakim Joakimsson Fleming, dog mellan 1531 och 1534, var en svensk häradshövding.

## Biografi
Joakim Fleming var son till riksrådet Joakim Fleming och Elin Björnsdotter. Han blev 1515 landsfogde och deltog 1523 i Gustav Vasas befrielsekrig från danska välte. Fleming blev 21 september 1526 häradshövding i Kumo domsaga och 1531 i Satakunda domsaga. Han avled före 1534.

### Egendom
Han ägde gården Lepistö storgård. Fleming köpte 1523 av Gustav Vasa, gården Yläne, som Sten Sture tillhandlat sig av sin fader, och 1529 två frälsegods Saaris i Virmo socken.